# Köprülü Damadı Abaza Siyavuş Paixà
|  | No s'ha de confondre amb Abaza Damad Siyavuş Paixà. |

Köprülü Damadı Abaza Siyavuş Paşa (vers 1627-1688) fou un gran visir otomà. Era d'origen abkhaz i a la seva joventut era esclau de Köprülü Mehmed Paşa (1578-1661) i va restar client de la seva família. Fou alliberat i es va casar amb una filla del seu antic amo.
A la mort d'aquest el 1661 va servir amb Köprülü Fazil Ahmed Pasha i va participar en la campanya d'Uvyar (Nové Zámky) el 1663, contra la Canea (Hanya) el 1666-1669 i contra Kàmianets-Podilski el 1672. Després va exercir alguns càrrecs a la cort deixant la seva posició per anar en la campanya contra la fortalesa cosaca de Çehrin el 1677 a les ordes del gran visir Kara Mustafa Paşa, un altre gendre de Köprülü Mehmed Paşa.
Fou comandant d'una divisió de sipahis i va servir a Viena el 1683 com a cop de les tropes cuirassades; després fou visir i beglerbegi de Diyar Bakr però va tornar a servir a Hongria i va fer aixecar el setge de Buda. Estava present a la segona batalla de Mohacs el 12 d'agost de 1687 en què els otomans foren derrotats, i també a la derrota de Siklos. Llavors l'exèrcit es va revoltar i va proclamar gran visir a Siyavuş (setembre del 1687), retornant a Istanbul, rebent la confirmació del càrrec quan era a Nish el 18 de setembre (després de ser cessat el gran visir Sarı Süleyman Paşa).
Però el sultà Mehmet IV que l'havia nomenat (per consell del seu diwan) fou deposat i substituït per Solimà II (2 de novembre de 1687) abans de l'arribada d'Abaza Siyavuş Paşa a Istanbul. Els oficials geníssers i sipahis de la Porta es van revoltar i el gran visir no va poder restablir la seva autoritat sobre ells i Nixandji Ismail Paixà va assolir el càrrec de gran visir (23 de febrer); els geníssers i sipahis revoltats el van assetjar a la seva residència; va perdre la vida defensant les seves dones (3 de març de 1688) i la seva esposa i filla foren greument mutilades i les esclaves femelles venudes com a botí. Fou enterrat a Üsküdar.